# Engelmannscher Bakterienversuch

oben: Absorptionsspektren von Chlorophyll a, Chlorophyll b und β-Carotin sowie Sauerstoffbildungsrate als Maß für die Photosyntheserate
unten: Fadenalge im Lichtspektrum mit Bakterienpopulation

Der engelmannsche Bakterienversuch (nach Theodor Wilhelm Engelmann) dient dazu, die lichtabhängige Sauerstoffbildung bei der oxygenen Photosynthese in verschiedenen Bereichen des Lichtspektrums ungefähr zu quantifizieren.
Zu diesem Zwecke lenkte Engelmann einen Lichtstrahl durch ein Prisma und projizierte das entstehende Lichtspektrum auf einen dünnen Algenfaden, der sich in einem wässrigen Medium befindet, das Bakterien enthält, die positiv chemotaktisch auf Sauerstoff reagieren. Je nach Farbe des Lichts, das auf den Algenfaden trifft (vom langwelligen Rot über Orange, Gelb, Grün und Blau bis zum kurzwelligen Violett), produziert das in den Chloroplasten enthaltene Photosynthesesystem mehr oder weniger Sauerstoff, worauf sich die Bakterien mehr oder weniger stark an den betreffenden Stellen ansammeln. Die Menge der angesammelten Bakterien nahm er als ungefähres Maß für die Photosyntheserate, die der Sauerstoffproduktionsrate entspricht.
Das Resultat zeigt deutlich, dass die Optimalbereiche für die Photosynthese im langwelligen Rot und im kurzwelligen Blau liegen, dazwischen, im Bereich von Grün und Gelb, ist die Photosyntheserate geringer. Dieser Bereich wird als Grünlücke bezeichnet. Dies geht ungefähr parallel mit den Absorptionsmaxima der Photosynthesepigmente (siehe Grafik).
Mit den Absorptionsmaxima der Photosynthesepigmente kann auch die grüne Farbe der Pflanzen erklärt werden: Während das rote und das blaue Licht fast vollständig absorbiert werden, werden das grüne und gelbe Licht remittiert oder durchgelassen.